# Alstria office
Die Alstria office AG (Eigenschreibweise: alstria) mit Sitz in Hamburg ist eine Aktiengesellschaft, die deutsche Büro- und Gewerbeimmobilien kauft, besitzt und verwaltet. Der Konzern wurde im Januar 2006 gegründet und im Oktober 2007 als erstes Unternehmen in Deutschland in eine Real-Estate-Investment-Trust-Aktiengesellschaft (REIT-AG) nach deutschem Recht umgewandelt. Zum 24. September 2018 wurde das Unternehmen in den MDAX aufgenommen. Diesen musste es am 11. Februar 2022 wieder verlassen.

## Immobilienbestand

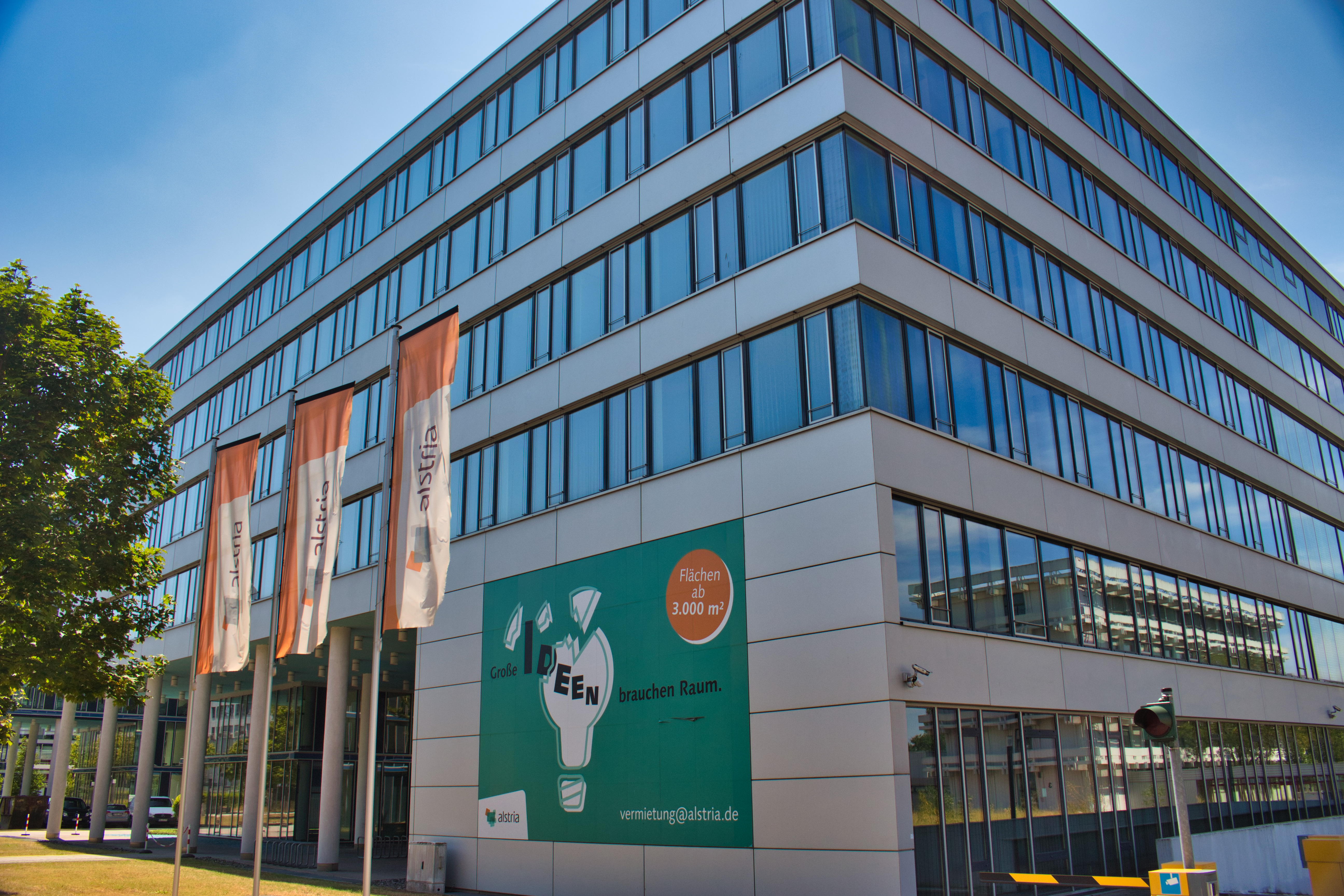
Bürogebäude an der Deutsche-Telekom-Allee in Darmstadt mit Vermietungswerbung von Alstria

Über Immobilienbestände verfügt das Unternehmen insbesondere in Darmstadt, Düsseldorf, Frankfurt am Main, Hamburg, Hannover, München und Stuttgart. Die Grundlage des Geschäftsmodells ist das langfristig orientierte Management des Immobilienportfolios, welches durch Zukäufe gewachsen ist. 2016 verfügte Alstria über einen Bestand von 116 Gebäuden mit einer Nutzfläche von 1,5 Mio. m² und einem Zeitwert von 3,0 Mrd. Euro. Die wichtigsten Mieter sind die Stadt Hamburg (13 %), Daimler (12 %) und die Deutsche Telekom (10 %). Alstria sieht insgesamt zehn Mieter als sogenannte „Top-10-Mieter“, die zusammen rund 50 Prozent der Mieterträge generieren.
Neben der langfristigen Vermietung von Büroflächen ist die aktive Entwicklung von Immobilien Bestandteil des Geschäftsmodells. Mit dem Bieberhaus und der Alten Post und der Kaisergalerie in Hamburg wurden mehrere historische Gebäude saniert, 2017 erfolgt die Modernisierung des Wehrhahn Centers in Düsseldorf. Neben den Geschäftsberichten veröffentlicht Alstria jährlich einen Nachhaltigkeitsbericht.
Anfang 2016 übernahm Alstria den Wettbewerber Deutsche Office über einen Aktientausch zu 100 %, was im Zuge von Abwertungen von DO-Immobilien zu einem Konzernverlust für 2015 führte.
Anfang 2021 hat Brookfield Asset Management nach einem Übernahmeangebot mehr als die Hälfte aller Aktien übernommen.

## Finanzkennzahlen
| Geschäftsjahr | Umsatz in Mio € | Konzernergebnis in Mio. € | Operatives Ergebnis in Mio. € |
| ------------- | --------------- | ------------------------- | ----------------------------- |
| 2010          | 89,1            | 0,21                      | 27,45                         |
| 2011          | 90,8            | 27,45                     | 34,69                         |
| 2012          | 101,29          | 39,91                     | 43,57                         |
| 2013          | 104,22          | 38,95                     | 45,33                         |
| 2014          | 101,78          | 36,95                     | 47,63                         |
| 2015          | 115,34          | −110,97                   | 59,40                         |
| 2016          | 202,66          | 176,87                    | 116,41                        |
| 2017          | 193,68          | 296,98                    | 113,83                        |
| 2018          | 193,19          | 527,41                    | 114,73                        |
| 2019          | 187,47          | 581,22                    | 112,57                        |
| 2020          | 177,06          | 168,49                    | 108,67                        |
| 2021          | 183,67          | 209,68                    | 116,45                        |
| 2022          | 182,82          | −74,61                    | 106,56                        |
| 2023          | 192,03          | −653,37                   | 87,97                         |
| 2024          | 198,44          | −104,54                   | 81,17                         |

Stand: 27. Mai 2025

## Aktionärsstruktur
| Anteil in Prozent | Anteilseigner               |
| ----------------- | --------------------------- |
| 95,1              | Brookfield Asset Management |
| 4,9               | Freefloat                   |

Stand: 31. März 2022
Im September 2024 wurde mitgeteilt, dass Brookfield auch den Rest der Aktien kaufen möchte (Squeeze-out).